# Princesa Python
La Princesa Python  es el nombre de las 2 personajes ficticias diferentes que aparecen en los cómics estadounidenses publicados por Marvel Comics.

## Historial de publicaciones
La Princesa Python, Zelda DuBois, es una encantadora de serpientes que controla una serpiente gigantesca para ayudar con sus crímenes. Apareció por primera vez en The Amazing Spider-Man # 22 (marzo de 1965), creado por el escritor Stan Lee y el artista Steve Ditko.
Zelda DuBois comenzó como encantadora de serpientes, usando una pitón de 25 pies en su acto. Más tarde se convirtió en criminal, usando una serpiente gigantesca bajo su control mental para cometer crímenes como la Princesa Python, parte del Circo del Crimen. DuBois y el circo son parte de un grupo de villanos que interrumpen la boda de los Vengadores Yellowjacket y Wasp. Más tarde se convierte en miembro de Escuadrón Serpiente, así como en su sucesora, Sociedad Serpiente, pero dejó el grupo porque no es una asesina. Más tarde se reincorpora al Circo, pero luego termina en una relación romántica con Johnny Blaze, ex Ghost Rider, hasta que son atacados por Arcade. DuBois ha estado casada con Stilt-Man y Gibbon y más tarde se reveló que era la madre de Daniel DuBois de los Jóvenes Maestros, aunque su hijo no es consciente del alter ego de su madre. En 2015, Princesa Python se convirtió en miembro de Soluciones Serpiente como parte de All-New, All-Different Marvel.

## Biografía ficticia del personaje
Zelda DuBois, nacida en Darlington, Carolina del Sur, se desarrolló un acto como una encantadora de serpientes y artista de circo usando una pitón de veinticinco pies como un adulto joven. Presumiblemente, se unió al Circo del Crimen en sus primeros días, pero no es realmente visto como un criminal profesional hasta la formación de los Maestros de la Amenaza. Es, de hecho, la princesa que convence a los otros para deshacerse del maestro de ceremonias, nombrar al payaso como el Líder, cambie el nombre del grupo (que viene con el nombre), y salir en una ola de crímenes de los suyos. Los Maestros de la Amenaza robar pinturas de la Avenida Madison, la Galería de Arte donde ir en contra de Spider-Man. Sin embargo, el trepamuros no está dispuesto a golpear a una mujer y resulta ser la masilla en las manos de Zelda. Ella trata de quitarle la máscara, pero él la detiene en el tiempo. Ella usa la maniobra del trepamuros en una pelea con su mascota, después de jamming, sus tiradores web con una picana eléctrica, pero es derrotada cuando Spider-Man uso trucos de la pitón en un nudo y su maniobra a los brazos de la ley.
Cuando sale de la cárcel, los Maestros del Mal están de acuerdo para reunirse con el jefe de pista y su Circo del Crimen. Ellos tratan de hipnotizar a los miembros de los Vengadores; Hawkeye, Quicksilver y la Bruja Escarlata a unirse a ellos, pero fallar. Princesa Python combate mano a mano con la Bruja Escarlata después de tratar de cubrir los ojos, pero pierde cuando la bruja usa su poder hexagonal para absorber a bajar con agua, evitando su silbando por su mascota. El Circo del Crimen hacen escapar de la captura, sin embargo, a pesar de que más tarde se mencionó a los "desparasitados de la verdad de la princesa Python".
Los próximos planes del circo para robar un enorme toro de oro, pero que necesitan un nuevo hombre fuerte para reemplazar el suyo, ya que "se esforzaba a sí mismo tratando de levantar el elefante". Encuentran al Poderoso Thor que ha sido despojado de su poder divino, pero sigue siendo fuerza sobrehumana. Thor es hipnotizado en el robo de la enorme toro de oro, pero la princesa Python está atrapado bajo el ídolo en el cuerpo a cuerpo que sigue. Thor la rescata. La princesa agradecido y algo herido le dice a la policía que Thor fue engañado para ayudarles antes de que ella utiliza su serpiente escapar y reunirse con el circo.
En su próxima travesura, el Circo se disfraza a sí mismos como profesionales de la restauración con el fin de colarse en Mansión de los Vengadores para que puedan perturbar la boda de Yellowjacket y La Avispa. La Pitón gigante de Zelda salta de la torta de la boda y pone el apretón en la Avispa. Pero Yellowjacket resulta ser Hank Pym (que nadie sabía en ese momento) y se interrumpe el plan girando en Giant-Man, tirando a la pitón fuera de la Avispa y atarlo alrededor del maestro de ceremonias en su lugar. Princesa Python intenta escaparse, sólo para ser cubierta por un golpe de la Avispa.
El Circo luego establece un esquema que implica alistar una mente controlada como Ulik, el Troll como cómplice. Thor frustra el plan y ata a Zelda con su propia pitón en el proceso.
En este punto, la princesa Python va por su cuenta. Ella está en Industrias Stark y se las arregla para tener la oportunidad de obtener su pitón alrededor de Tony Stark. Ella le dice al mundo que ella quiere "un millón de dólares y un avión a América del Sur" o Stark muere. Stark, Iron Man en secreto, se libera mediante el uso de su pecho placa a golpes a la serpiente. Esto no es lo suficientemente bueno. De acuerdo con Zelda, su "preciosa" ha sido especialmente criados para ser capaz de aplastar la armadura de Iron Man. La pitón casi lo hace hasta el hombre de hierro mata lanzando en un tanque de ácido. Zelda es tan consternado por la muerte de su mascota que ella salta después de ella; sólo para ser salvado por Iron Man antes de que ella golpea el ácido. Iron Man, claramente no es un amante de los animales, sugiere que la princesa sea "atendido por buenos médicos" debido a su odio excesiva de él por la muerte de su serpiente.
Al parecer, la princesa se aleja de esos médicos a quien Iron Man ella quedó consignada. La princesa adquiere una nueva python entrenado y se reclutó por Viper para iniciar un nuevo Escuadrón Serpiente. Zelda libera a Cobra y la Anguila de la cárcel y todos ellos batallan contra el Capitán América en su identidad nómada. Finalmente se les une al Señor de la Guerra Krang que está en posesión de la Corona Serpiente y toda la cosa termina involucrando el Sub-Marinero y Petróleo Roxxon. La princesa es derrotada y llevada a la cárcel. Ella está de vuelta con el Circo del Crimen poco después, pero ella y el circo se derrotado por Daredevil.
Pero el circo nunca llega a la cárcel. Ellos son liberados de un vagón de prisión en su camino a la penitenciaría por Live Wire que luego se une al grupo.
Pero ella termina de vuelta con el circo cuando el grupo capta a Luke Cage. Zelda se siente atraída por Luke, que no agrada a la novia de Luke, Claire Temple. Con la ayuda de Goliat Negro, Luke Cage derrota al Circo. Zelda se detiene cuando el amigo de Luke, D.W. Griffith lo hipnotiza con el sombrero de Ringmaster.
Con el Circo del Crimen, la princesa Python capturó la ninfa marina Meriam, y luchó contra Hulk. El circo llega a su punto más bajo cuando se trata de contar con Howard el pato como cómplice no quieren, pero él les derrota con la ayuda de Iris Raritan. Zelda es mordido en la nariz por Howard y huye llorando.
No es una aventura que implica la Cosa, Iceman, y el ex Goliat Negro ahora se hace llamar Giant-Man, y otro que involucra a Hulk y con control mental del Hombre Dragón. Entonces Death Adder recluta Zelda para unirse a la sociedad de la serpiente y ella asiste a una reunión de organización. La Sociedad está dirigida por Sidewinder y sus otros miembros son Constrictor, Mamba Negra, Cottonmouth, Diamondback, Bushmaster, la Cobra, el Asp El Cascabel, y Anaconda. La Sociedad es una espina clavada desde hace mucho tiempo en el lado del Capitán América, pero la princesa decide romper con el grupo cuando son enviados a matar MODOK y se agota. Ella es capturada y traída de vuelta, donde es interrogada y torturada por Sidewinder. Ella es enviada para ser rescatado de nuevo al Circo del Crimen, pero Death Adder, que le está entregando, es asesinado por el Azote del inframundo antes de que la transacción se ha completado.
De alguna manera, ella encuentra su camino de regreso al circo, donde es capturado y derrotado por She-Hulk. La princesa Python entonces se convierte como el maestro de ceremonias en el "concurso de poder" de Superia Femizons, la introducción de toda la miembros del grupo a la otra. Ella batallas de Capitán América y Paladin cuando suben el crucero de Superia. Más tarde, ella se negó la entrada a la barra sin nombre por el gorila (Angar el Screamer) porque ella no comprobará su pitón en la puerta.
De nuevo con el circo, ella se ve frustrada por Ben Reilly como el clon de Spider-Man, Howard el pato y Gambito; Generación X; Peter Parker como Spider-Man, el Dinosaurio Diablo y Chico Luna.
Alrededor de este tiempo, Zelda se engancha con Johnny Blaze, el ex Ghost Rider, quien opera el Carnaval Quentin. Python desarrolla amistades entre la tripulación y los sentimientos románticos profundas para Johnny. Cuando había problemas en un remolque cerca, ella y Kody, un hombre-lobo, se apresuran una y sucumbir a ronda de gas por el propietario del remolque, el asesino conocido como Arcade. Mientras Johnny derrota Arcade, Kody la arrastra a la seguridad.
Zelda y los otros Maestros de Menace (Payaso, Cannonball y Gambonnos) recurrieron al robo a mano armada en medio de sus períodos de funcionamiento del circo (sin el director de pista que ha ido directamente). Hulk es arrestado por estos planes, pero la princesa no fue capturado en el proceso. Ella sigue siendo libre y en general.
Siguiendo la historia de la Guerra Civil, Zelda hizo la sorprendente revelación de que ella había estado casada con Zancudo durante el funeral de este último en poder de supervillanos y ex supervillanos. Fue por ella que un robot Doctor Doom se hizo para asistir con el fin de darle la creencia de que Zancudo había sido respetado por algunas de las "ligas mayores" supervillanos, y ella también compartió un baile simpatía con el Gibbon. Para el final de la emisión, la barra que la estela se había celebrado en fue volado por el Punisher. Se menciona más adelante que "todos ellos tenían que obtener sus estómagos bombeados y ser tratados por quemaduras de tercer grado."
Más tarde, se reveló que ella estaba cegado en la explosión, pero ella se ha casado con Gibbon. Su python Pitágoras también había enfermado y muerto, sin embargo, Gibbon le compró una nueva pitón al final de la historia.
Al comienzo de la historia Marvel Apes, el Gibbon admite que incluso si Zelda realmente lo amaba en el pasado, actualmente ella está harta de que el perdedor de su nuevo marido racha, y así se separaron.
Al final de Dark Reign: Jóvenes Vengadores # 2, verdugo de los Nuevos Jóvenes Vengadores llaman a su madre por teléfono para hablar de Kate Bishop. Su madre resulta ser princesa Python. Daniel parece no darse cuenta de las aventuras disfrazada de princesa Python, como su diálogo implica Daniel sabe que Zelda DuBois como empresaria simple, pero a la sombra y rica. En presión de princesa Python, Daniel se pone en contacto con Kate Bishop, incluso le configurando un gran fondo para sus Nuevos Jóvenes Vengadores / Jóvenes Maestros del Mal. En Dark Reign: Young Avengers # 4, Daniel coloca una bomba en el coche de Zelda después de enterarse de su super pasado-villana. Zelda se ve atrapada en la explosión y fue asesinada.
La princesa Python aparece con vida y aparece como miembro de la nueva formación Maestros del Mal de Max Fury que sirve al Consejo de Sombras. Durante este tiempo, ella tiene una nueva pitón para reemplazar a la que falleció.
Como parte del evento All-New, All-Different Marvel, Princesa Python aparece como miembro de la Sociedad Serpiente de Viper bajo el nuevo nombre de Serpent Solutions.
Durante la parte de "Abrir Salvo" de la historia del Imperio Secreto, la Princesa Python estaba con Serpent Solutions en el momento en que fueron reclutados por el Barón Helmut Zemo para unirse al Ejército del Mal.
La Princesa Python se encontraba entre varios súper villanos de temática animal capturados y perseguidos por Kraven el Cazador.

## Poderes y habilidades
Princesa Python no tiene poderes humanos súper pero ella es un atleta entrenado y un encantador de serpientes de gran talento y manipulador. Ella por lo general lleva una mano, ganado eléctricos prod capaz de descargar 1.000 voltios.
Princesa Python tiene una de 25 pies (7,6 m) entrenado mascota pitón roca. Ella ha tenido más de una serpiente en su carrera criminal. Aunque las serpientes de la vida real son sordos, sus pitones responden a órdenes verbales, lo que indica que son de una raza poco común. En Howard el Pato # 27, uno siquiera reaccionó a su grito de socorro de varias yardas de distancia.

## Otras versiones

### Ruinas
La Ruinas versión de la princesa Python es un artista para el Quintano Carnaval, el pasado de América del freak show, y se da a entender que su acto consiste en caer en la bestialidad con su pitón.

### Ultimate Marvel
Princesa Python apareció en el Ultimate Marvel universo como un miembro de la toda-hembra Escuadrón Serpiente. A diferencia de su Tierra-616 versión, esta princesa Python tiene súper fuerza y fue capaz de quitarle una parte del cuerpo de Cosa.

### Marvel Super Hero Adventures
En esta serie de cómics dirigida a niños pequeños, la Princesa Python aparece como miembro de la Sociedad Serpiente. Junto a sus compañeros de equipo, Python luchó contra Ms. Marvel, Spider-Man y el nuevo recluta de la Sociedad, Garden Snake.

## En otros medios

### Televisión
- Princesa Python aparece en la primera temporada de Avengers Assemble, episodio 24, "Crimen y circo", con la voz de Hynden Walch. Se le representa como un exmiembro del Circo del Crimen. Hawkeye se involucra con princesa Python durante su incursión en los muelles y su lucha hasta que Falcon rompe la lucha. Durante la lucha con el Circo del Crimen, la princesa Python apareció para ayudar a Hawkeye y Falcón mientras diciéndoles cómo liberar a los Vengadores en cautiverio desde el control de Ringmaster. Después que el Circo del Crimen son derrotados y arrestados por S.H.I.E.L.D., Hawkeye lleva a princesa Python con Nick Fury para tener una segunda oportunidad en la vida.